# Lutynia (Orłowa)
Lutynia (czes. Lutyně, niem. Leuten; do II wojny światowej Lutynia Polska, cz. Polská Lutyně, niem. Polnischleuten) – część miasta Orłowej w kraju morawsko-śląskim, w powiecie Karwina w Czechach. Jest to także gmina katastralna o nazwie Horní Lutyně (pl. Lutynia Górna, niem. Ober-Leuten) i powierzchni 788,2 ha, położona w północnej części miasta. Pod względem liczby ludności jego największa dzielnica – na 39,1% powierzchni żyje tu 76,1% populacji, czyli 26521 mieszkańców, a w 2010 odnotowano 1323 adresy.

## Historia
Miejscowość Lutynia po raz pierwszy wzmiankowana została w łacińskim dokumencie Liber fundationis episcopatus Vratislaviensis (pol. Księga uposażeń biskupstwa wrocławskiego), spisanej za czasów biskupa Henryka z Wierzbna ok. 1305 w szeregu wsi zobowiązanych do płacenia dziesięciny biskupstwu we Wrocławiu, w postaci item in Luthina LXXI) mansi. Zapis ten oznaczał, że wieś posiadała 71 łanów większych. Została założona prawdopodobnie w akcji kolonizacyjnej przeprowadzonej przez powstały w 1268 klasztor Benedyktynów w Orłowej, a jej powstanie wiąże się również z przeprowadzaną pod koniec XIII wieku na terytorium późniejszego Górnego Śląska wielką akcją osadniczą (tzw. łanowo-czynszową). Z kolei Lutynia Polska/Górna została po raz pierwszy wzmiankowana w 1365. Obie wsie politycznie znajdowały się wówczas w granicach utworzonego w 1290 piastowskiego (polskiego) księstwa cieszyńskiego, będącego od 1327 lennem Królestwa Czech, a od 1526 roku w wyniku objęcia tronu czeskiego przez Habsburgów wraz z regionem aż do 1918 roku w monarchii Habsburgów (potocznie Austrii).
W 1869 wieś liczyła 843 mieszkańców. Według austriackiego spisu ludności z 1910 roku Lutynia Polska miała  2133 mieszkańców, z czego 2111 było zameldowanych na stałe, 2015 (95,5%) było polsko-, 79 (3,7%) czesko- a 17 (0,8%) niemieckojęzycznymi, 2046 (95,9%) było katolikami, 56 (2,6%) ewangelikami, 15 (0,7%) wyznawcami judaizmu a 16 (0,8%) osób było innej religii lub wyznania.
Po podziale Śląska Cieszyńskiego w 1920 miejscowość znalazła się w granicach Czechosłowacji.
Podczas drugiej wojny światowej zmieniono jej nazwę na Lutynia Górna, a po wojnie przyłączono do Orłowej w 1960, jako Lutynię. W latach 60. XX wieku na terenie tej dzielnicy rozpoczęto realizację projektu rozbudowy Orłowej jako miasta-sypialni dla Zagłębia Ostrawsko-Karwińskiego a liczba mieszkańców zaczęła gwałtownie rosnąć kosztem pozostałych dzielnic. W 1961 Lutynia liczyła 2687 osób, w 1970 9621, w 1980 17521 a w 1991 aż 28077.